# Božično drevo
Božično drevo je okrašeno drevesce, ponavadi vednozelen iglavec, kot so smreka, jelka ali bor, povezano s praznovanjem božiča, običaja, ki izhaja iz Nemčije in je povezano s svetim Bonifacijem. 
Ta običaj se je razvil v srednjeveški Livoniji (današnja Estonija in Latvija) in v zgodnji moderni Nemčiji, kjer so nemški protestantski verniki v svoje domove vnesli okrašena drevesca. Da se je običaj prijel, je potreboval popularizacijo izven evangeličanskih delov Nemčije in Baltskega območja, kar se je zgodilo v drugi polovici 19. stoletja, najprej med višjimi sloji prebivalstva.
Prva drevesca so bila ponavadi okrašena z okraski iz barvnega papirja, jabolk, bunkic in sladkarij. Moravski kristjani so prvi začeli z osvetljevanjem drevesc s svečami, ki so jih po elektrifikaciji začele nadomeščati prave lučke. Danes so značilni raznovrstni moderni okraski. Na vrh drevesca pa se postavi angel ali zvezda, ki predstavljata angela Gabrijela ali Betlehemsko zvezdo iz Jezusovega rojstva.
Katoliška cerkev se je dolgo upirala tej evangeličanski navadi, saj so v Vatikanu na željo takratnega papeža Janeza Pavla II. prvo božično drevo postavili šele leta 1982.
Po zahodni tradiciji se smrekica postavlja in okrašuje na prvo adventno nedeljo, ali daleč najbolj pogosto 24. decembra in se podre na 6. januarja, na Svete tri kralje oziroma na 12. noč po božiču.

## Zgodovina

### Prva starodavna okraševanja
Po navedbah Enciklopedije Britannica so zelene iglavce in vence, ki so simbolizirali večno življenje, uporabljali že starodavni Egipčani, Kitajci in Hebrejci. 
Ne samo na severni polobli, tudi stari Egipčani so v času zimskega solsticija v svoje domove prinašali palme, ki so simbolizirale večno življenje. Egipčani so isto kot Skandinavci verjeli, da je njihov bog sonca Ra v času zime oslabljen. 
Nekaj podobnega je bilo tudi pri starih Rimljanih, ki so v času solsticija slavili Saturna, njihovega boga kmetijstva, v upanju, da jim bo prinesel dobro letino. Saturnu v čast so svoje domove pogosto okraševali z zimzelenim rastjem.

### Izvor modernega božičnega drevesca
Prvo božično drevo so okrasili v zgodnji moderni Nemčiji v obdobju renesanse. Drevo pogosto povezujejo s protestantskim reformatorjem Martinom Luthrom, ki naj bi prvi okrasil drevo s prižganimi svečami.
Prva uradno potrjeno drevo datira v leto 1576, postavljeno na temeljni skulpturi nekega zasebnega doma v Turckheimu v Alzaciji (takrat del Nemčije, danes Francija).

## Slovenija

### Prvotna okraševanja drevesc
Zgodnje okraševanje na našem prostoru sega že tam nekje v 17. stoletje. Prvotna navada je bilo drevo, najpogosteje omelo ali bršljan, obesiti v nekaterih krajih prav obrnjeno, v drugih pa narobe. Ponavadi je bilo obešeno v bohkovem kotu, pred hišo, za ograjo, na gnoju, na dvorišču ali nad vodnjakom. Okrasitev je bila takrat skromna, samo s sadjem, kot so jabolka in pozlačeni ali posrebreni orehi ali lešniki.

### 1845ː prvo moderno okrašeno drevo
Prvo moderno okrašeno drevo, kot ga poznamo danes, je v Slovenijo pripeljal nemški pivovar Peter Luelsdorf, ki je leta 1845 v svoji pivovarni v Ljubljani postavil prvo sodobno okrašeno božično drevesce. Nemški uradniki, trgovci in obrtniki so ta običaj hitro razširili med buržoazijskim življem. Okrašena so bila z orehi, zlatimi jabolki, rožiči in svečami. Slovenski katoliki so sprva zavračali ta običaj, saj so ga dojemali kot tipično protestantskega. Prvi okrašen božični sejem pri nas se je v Ljubljani zgodil že leta 1859. 

### 20. stoletje
Ta običaj okraševanja je bil slovenskemu kmečkemu prebivalstvu praktično neznan vse do prve svetovne vojne, po njej pa so ta običaj ponotranjili vsi Slovenci. 
Smreke imajo pri nas več stoletno tradicijo postavljanja dreves. A po drugi svetovne vojni, v obdobju Jugoslavije, je oblast ukinila in prepovedala javno praznovanje božiča, na javnih krajih (mesta, trgi in trgovine) prepovedala smreke in začela s postavljanjem novoletnih jelk, kar je priporočala tudi po domovih. Jelka je namreč simbol socializma, v slovanski mitologiji pa močno povezana z zvestobo, pogumom in dostojanstvom. A je smreka skozi ves ta čas ohranila primat, kot simbol božiča, čeprav se po slovenskih domovih pogosto postavljajo tudi jelke in bori, ki so dlje obstojne. S samostojnostjo se je vrnilo tudi praznovanje božiča na slovenske ulice.